# Sumatriptan
Il sumatriptan è un agonista del recettore della 5-idrossitriptamina (detta anche serotonina), ed è un principio attivo di indicazione specifica contro le sindromi cefaliche.

## Indicazioni
Viene utilizzato come terapia contro attacchi in forma acuta dovuti alle emicranie, e nel caso di cefalea a grappolo.

## Avvertenze
Sindrome serotoninergica: l'assunzione concomitante di sumatriptan e altri farmaci ad azione serotomimetica quali inibitori selettivi della ricaptazione della serotonina (SSRI) e inibitori della ricaptazione della serotonina e della noradrenalina (SNRI) determina un aumento dei livelli di serotonina a livello centrale e può causare sindrome serotoninergica pericolosa per la vita. I sintomi della sindrome serotoninergica comprendono confusione, allucinazioni, aumento del battito cardiaco, febbre, nausea, vomito, sudorazione, spasmi muscolari; in caso di comparsa di tali reazioni in seguito all'assunzione di sumatriptan, istituire una terapia di supporto adeguata. Sono stati riportati alcuni casi di sindrome serotoninergica causata dall'assunzione di sumatriptan in pazienti in terapia con farmaci ad azione serotomimetica (sertralina, paroxetina, litio, imipramina, amitriptilina) per la profilassi dell'emicrania. L'associazione tra sumatriptan e fluoxetina aumenta il rischio di sindrome serotoninergica; lasciare intercorrere almeno due settimane prima di assumere sumatriptan, poiché la fluoxetina ed il suo metabolita norfluoxetina sono composti dotati di lunga emivita.
Iperico: la co-somministrazione di triptani ed iperico può causare un aumento dei livelli di serotonina ed un aumento del rischio di effetti avversi.
Miocardite eosinofila: in letteratura è descritto un caso di miocardite eosinofila associata all'assunzione di sumatriptan, probabilmente causata da una reazione di ipersensibilità al farmaco. In seguito a sospensione del sumatriptan e trattamento con prednisone, ACE-inibitori, beta-bloccanti e diuretici, entro otto mesi si è verificato il recupero della funzionalità ventricolare.
Gravidanza: l'impiego di sumatriptan durante la gravidanza può determinare un aumento dell'incidenza di parti prematuri o di ridotto peso alla nascita. Gli studi clinici di comparazione con pazienti in gravidanza trattate con altri farmaci ad azione antiemicranica non hanno evidenziato un aumento del rischio di sviluppare malformazioni; l'incidenza di effetti congeniti causati dall'uso di sumatriptan in gravidanza è risultata comparabile a quella riscontrata nella popolazione generale. La FDA ha inserito il sumatriptan in classe C per l'impiego in gravidanza (la classe C comprende i farmaci i cui studi sugli animali hanno rilevato effetti dannosi sul feto e per i quali non sono disponibili studi specifici sull'uomo, e i farmaci per i quali non sono disponibili studi né sull'uomo né sull'animale). La somministrazione di sumatriptan in gravidanza deve essere riservata ai casi di effettiva necessità, dopo un'attenta valutazione del rapporto rischio/beneficio. Si raccomanda di assumere il minimo dosaggio efficace e di monitorare segni e/o sintomi riconducibili ad una eventuale tossicità del farmaco
Allattamento: sono disponibili dati limitati riguardanti l'assunzione di sumatriptan durante l'allattamento. Il sumatriptan viene escreto nel latte materno; in uno studio clinico, la quantità di farmaco a cui il bambino viene esposto durante l'allattamento è risultata pari a circa 3,5% della dose assunta dalla madre per via sottocutanea e non sembra causare effetti avversi. L'esposizione del bambino a sumatriptan può essere ridotta evitando l'allattamento nelle 12 ore successive all'assunzione del farmaco

## Controindicazioni
Sconsigliato in caso di malattia cardiaca pregressa e insufficienza renale. Da evitare in caso di angina di Prinzmetal e cardiopatia ischemica.  Da considerare che a causa della sonnolenza che il farmaco comporta la sua somministrazione può interferire con la guida.
Cautela viene consigliata nella prescrizione di sumatriptan agli uomini > 55 anni, nelle donne in post-menopausa o nelle persone con storia di malattie cardiache.

## Dosaggi
- Via orale: 50–100 mg iniziali, se il dolore ritorna somministrare altra dose dopo 2 ore (dose massima 300 mg in 24 ore)
- Via iniezione sottocutanea: 6 mg iniziali, se il dolore ritorna somministrare altra dose dopo 1 ora
- Via endonasale: 10-20 mg iniziali, se il dolore ritorna utilizzare altra dose dopo 2 ore (dose massima 40 mg in 24 ore)

Da evitare la somministrazione per iniezione endovenosa.

## Effetti indesiderati
Fra gli effetti collaterali più frequenti si riscontrano iperemia, vertigini, eccessiva sonnolenza diurna, nausea, vomito.
Dolore al collo, sensazione di calore alla nuca e senso di pesantezza, sensazione di affaticamento muscolare, sensazione di oppressione toracica.
In rari casi l'abuso del farmaco può causare solfoemoglobinemia.